# Bas-Lieu

Bas-Lieu este o comună în departamentul Nord, Franța. În 1 ianuarie 2022 avea o populație de 344 de locuitori.